# Soloschyne
Soloschyne (ukrainisch Солошине; russisch Солошино Soloschino) ist ein Dorf im Süden der ukrainischen Oblast Poltawa mit etwa 800 Einwohnern (2001).
Das Dorf liegt am Nordufer des zum Kamjansker Stausee angestauten Dnepr, 38 km südwestlich vom ehemaligen Rajonzentrum Kobeljaky.
1924 kam im Dorf der 2009 verstorbene ukrainischer Schriftsteller und Held der Ukraine Pawlo Sahrebelnyj zur Welt.
Am 12. Juni 2020 wurde das Dorf ein Teil der Stadtgemeinde Horischni Plawni, bis war es ein Teil der Landratsgemeinde Hryhoro-Bryhadyriwka (Григоро-Бригадирівська сільська рада/Hryhoro-Bryhadiriwska silska rada) im Westen des Rajons Kobeljaky.
Am 17. Juli 2020 kam es im Zuge einer großen Rajonsreform zum Anschluss des Rajonsgebietes an den Rajon Krementschuk.